# Oleksandr Rodnjanskyj

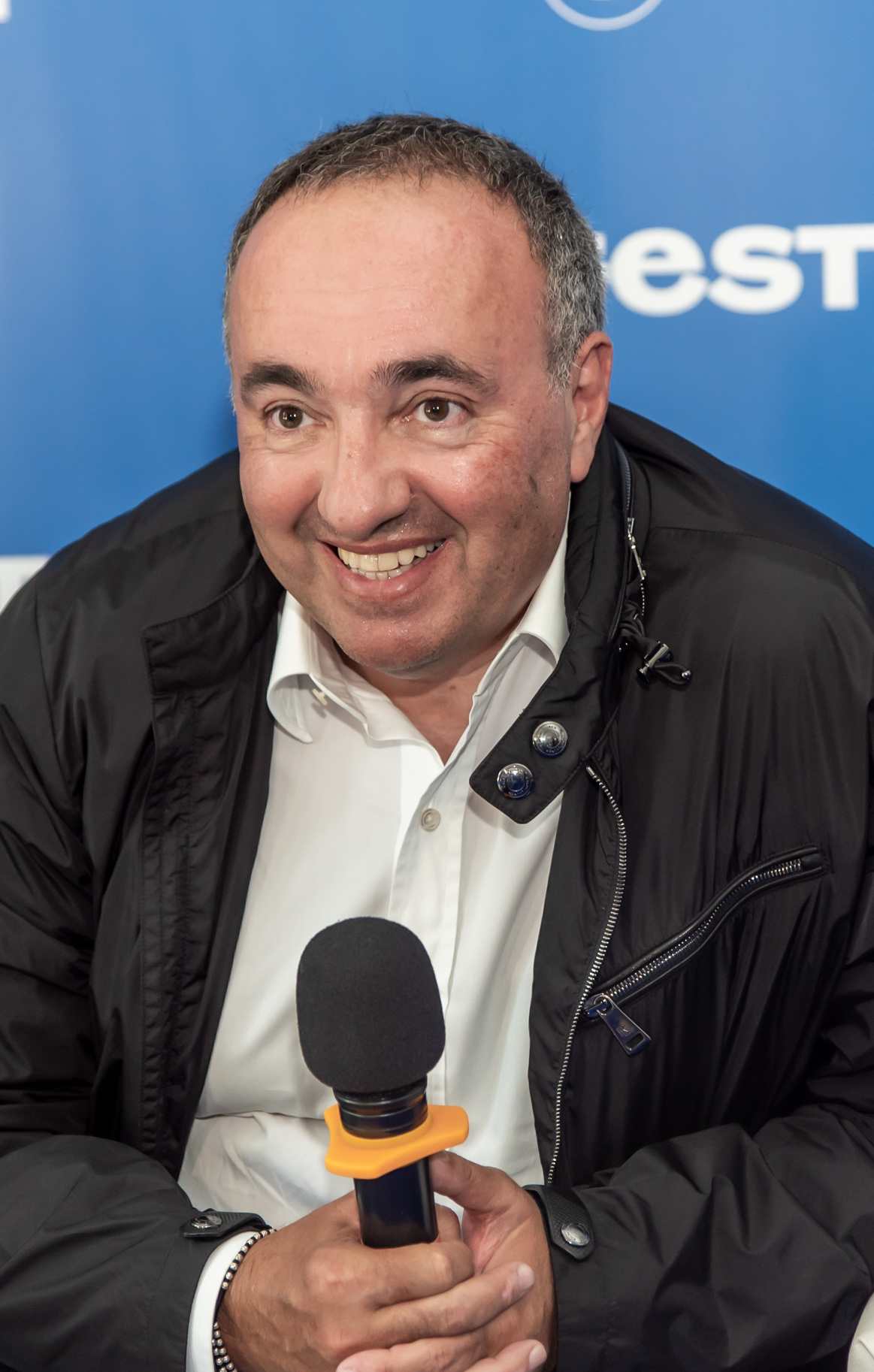
Oleksandr Rodnjanskyj (2019)

Oleksandr Juchymowytsch Rodnjanskyj (ukrainisch Олександр Юхимович Роднянський; * 6. Juli 1961 in Kiew, Ukrainische SSR) ist ein ukrainischer Regisseur, Produzent und Medienmanager, Gründer des Fernsehsenders 1+1 und Verdienter Künstler der Ukraine (1998).
Seit Juni 2016 ist er Mitglied der American Academy of Cinematographic Arts and Sciences.

## Leben
Oleksandr Rodnjanskyj wurde in einer Familie von Filmemachern geboren. Sein Großvater, der Drehbuchautor Sinowi Rodnjanskyj, war Chefredakteur des Studios für Dokumentarfilme; sein Vater Jefim Friedman war Chefingenieur, seine Mutter, Larissa Rodnjanska leitete das Filmstudio „Kontakt“ des Verbandes der Filmschaffenden der Ukraine.
Oleksandr Rodnjanskyj studierte an der Kiewer Nationalen Karpenko-Karyj-Universität für Theater, Film und Fernsehen Filmregie bei Felix Sobolew. 1983 kam er als Filmregisseur zum Studio „Kiewnautschfilm“ (Kiewer Studio für Wissenschaftsfilm). Rodnjanskyjs Dokumentarfilme erhielten zahlreiche russische und internationale Preise, so z. B. Müde Städte (Ustalye goroda), Die Mission des Raoul Wallenberg, Rendezvous mit dem Vater (Svidanye s otsom), Adieu, UdSSR. Film I Persönliches (Prostshai, SSSR. Film I. Lichnyi), Adieu, UdSSR. Film II. (Prostshai, SSSR. Film II. ).
Von 1990 bis 1994 war Rodnjanskyj als Produzent und Regisseur für das ZDF tätig.
Nach seiner Rückkehr in die Ukraine gründete Rodnjanskyj 1995 auf der Basis des früheren staatlichen „Ersten Kanals“ den ersten unabhängigen ukrainischsprachigen Fernsehkanal „1+1“.
Auf „1+1“ wurden zum ersten Mal in der Geschichte des ukrainischen Fernsehens neue Genres und Formate präsentiert, so z. B. das internationale Fernsehmagazin „Telemania“, die politische Talkshow „Tabu“, das politische Debattierformat „5 gegen 5“ und die humoristische Talkshow „SV-Show“. Der Sender zeigte Filme von Martin Scorsese, Sergio Leone, Peter Greenaway, Jim Jarmusch und anderen Klassikern sowie die amerikanischen Serien „Dynasty“, „Melrose Place“, „Beverly Hills 90210“ und „Nash Bridges“, und bereits einige Monate nach dem Start des Senders stiegen die Einschaltquoten bei Zuschauern ab vier Jahren auf über 35 %. Kurz darauf startete die Spielshow „Die erste Million“ – die ukrainische Version von „Wer wird Millionär?“ sowie die Show „Tanz mit den Sternen“.
1997 verkaufte Rodnjanskyj 30 % an dem Sender für 22 Millionen US-Dollar an Central European Media Enterprises.
1998 produzierte der Sender „1+1“ zusammen mit „NTV-Profit“ die Serie „Der Geburtstag des Bourgeois“ (Den‘ rozhdenia burzhua) (Drehbuch: Juri Rogosa, Regie: Anatoli Mateschko), die erste TV-Serie über das postsowjetische Leben während der 90er Jahre. Die Serie war ein erster Versuch einer aktuellen Widerspiegelung des „neuen Lebens“; die Einschaltquoten stiegen auf 60 %.
2002 verließ Rodnjanskyj seinen Posten als CEO des Senders, blieb jedoch Eigentümer. 2008 verkaufte er seine Anteile an die amerikanische Gesellschaft CME (Central European Media Enterprises) für 220 Millionen US-Dollar.
2002 übersiedelte er nach Moskau und übernahm die Leitung des Senders. Seit 2004 leitete Rodnjanskyj die gesamte Holding „STS Media“.
Nach Angaben von TNS/Gallup Media erreichte STS unter Rodnjanskyjs Leitung 2006 einen Zuschaueranteil von durchschnittlich 10,6 %. Besonders erfolgreich waren die Serien Arme Nastja, Nicht hübsch geboren und My Fair Nanny – sie machten STS zum wichtigsten Unterhaltungssender des Landes. 2005 startete der Sender „Domaschni“. 2006 wurde STS Media zum ersten russischen Unternehmen, dessen Aktien an der NASDAQ gehandelt wurden. Die Zeit des konstanten Wachstums endete im Herbst 2006, die Quote des Kanals sank. 2007 startete die Sitcom Papas Töchter, die Spitzeneinschaltquoten erreichte.
2008 verließ Rodnjanskyj das Management der Holding, blieb jedoch in der Position des Unternehmenspräsidenten. Bis 2009 blieb er Miteigentümer und Mitglied des Aufsichtsrates. Als Rodnjanskyj „STS Media“ verließ, war es mit fünf Fernsehsendern in drei Ländern und einer Marktkapitalisierung von über 4 Milliarden US-Dollar eine der größten Medienholdings Europas.
2010 und 2011 war Rodnjanskyj Vorsitzender des Expertenrates der „National Media Group“. Unter seiner Leitung erfolgte 2010 ein Neustart der Sender REN TV und „Fünfter Kanal“. Seit 2011 konzentriert sich Rodnjanskyj auf die Produktion von Filmen und Fernsehformaten.
Rodnjanskyj ist Produzent von mehr als 30 Spielfilmen und 20 Serien. 2004 erwarb Rodnjanskyj das Filmfestival „Kinotawr“ und trat an die Spitze des Kuratoriums. 2008 wurde Rodnjanskyj in die Jury der Berliner Filmfestspiele berufen.
Rodnjanskyj ist Mitbegründer und Vorsitzender der Deutsch-Russischen Filmakademie, Mitglied der Europäischen Filmakademie, der Nationalen Russischen Akademie für Filmkunst und Filmwissenschaft „Goldener Adler“, der Russischen Filmakademie „Nika“, des Vorstands der Akademie des Russischen Fernsehens, assoziiertes Mitglied des Internationalen Rates der National Academy of Television Arts (USA), verdienter Künstler der Ukraine, Juryvorsitzender der Filmfestivals von Tallinn und Jerewan sowie des Festivals Artdocfest, Moskau.
Rodnjanskyjs Produktionen 1001 Rezepte eines verliebten Kochs (Regie: Nana Georgadze, 1996), Ost-West (Regie: Regis Varnier, 2000) und Leviathan (Regie: Andrei Swjagintsew, 2015) wurden für einen Oscar in der Kategorie „Bester ausländischer Film“ nominiert.
2009 gründete Rodnjanskyj die Managementgesellschaft A.R. Films, die die Filmproduktionsfirma „Non-Stop Production“, den Entwickler und Betreiber der GameNet-Spieleplattform und Herausgeber russischsprachiger Computerspiele Syncopate, den größten unabhängigen Filmverleih „Kino ohne Grenzen“ und das russische Filmfestival „Kinotawr“ vereint.
Im Jahr 2013 kam der neue Film des Regisseurs Fjodor Bondartschuk und des Produzenten Rodnjanskyj Stalingrad in die Kinos, spielte in Russland 51,76 Millionen US-Dollar ein und wurde er zum umsatzstärksten russischen Film des Jahrzehnts. Stalingrad ist der erste russische Film in IMAX 3D. Weltweit spielte der Film nach Angaben von „KinoPoisk“ 68,2 Millionen US-Dollar ein. Die internationale Premiere des Films fand im Rahmen des Internationalen Filmfestivals in Rom statt. Am 31. Oktober 2013 startete Stalingrad in China und erreichte einen Kassenrekord als ausländischer Film (nicht in den USA oder Europa produziert). Insgesamt spielte „Stalingrad“ 11,5 Millionen US-Dollar ein.
2013 erschien im Verlag „Mann, Ivanov und Ferber“ Oleksandr Rodnjanskyj Buch Auftritt des Produzenten. Im Dezember 2015 gab der Verlag „Mann, Ivanov und Ferber“ die zweite ergänzte Auflage des Buches heraus.
2014 fand im Wettbewerbsprogramm des 67. Internationalen Filmfestivals von Cannes die Uraufführung des Films Leviathan unter Regie von Andrei Swjagintsew statt. Der Film gewann den Preis für das „Beste Drehbuch“. Im Januar 2015 wurde der Film mit dem Golden Globe ausgezeichnet. Leviathan wurde für den Academy Award Oscar nominiert, verlor jedoch gegen Pawel Pawlikowskis Ida.
Seit 2015 ist Rodnjanskyj Kurator der Fakultät für Filmproduktion der Moskauer Filmhochschule.
Sein Sohn, Alexander Rodnyansky jr., hat zehn Jahre bis zum Abitur in Düsseldorf gelebt. Er wurde in Princeton promoviert, ist Ökonom und gehört als Wirtschaftsberater zum engsten Beraterkreis des ukrainischen Präsidenten Selenskyj.
Im Jahr 2024 wurde Oleksandr Rodnjanskyj in Russland in Abwesenheit wegen Verbreitung angeblich „falscher Informationen über den Einsatz russischer Streitkräfte“ zu achteinhalb Jahren Haft verurteilt.

## Fernsehproduktionen
TV-Sendungen (Auswahl)
- 1997–2002: SV-Show
- 2001–2005: Versteckte Kamera
- 2001–2002: Voll Mamadu
- 2002–2004: Russisches Roulette
- 2002–2007: Details
- 2002–2004: Der Sessel
- 2003–2005: Frühstücksfernsehen mit Kirkorov
- 2003–2008: Wer weiß es besser
- 2003: Generation STS
- 2004: „Tatu“ im Reich der Mitte
- 2004–2007: Gute Songs
- 2004–2008: Gute Jokes
- 2005: Samstag abend
- 2006–2007: Stimmungen mit Jewgeni Grischkowez
- 2006–2008: 6 kadrow
- 2007: Spiele der Vernunft
- 2007–2012: Galileo
- 2007: Mehr gute Jokes
- 2008: Die Besten der Nation
- 2008–2009: Harmlose Spiele
- 2010: Lass es uns versuchen
- 2016: Russland für Anfänger

TV-Musikfilme
- 2004 – Ali Baba und die 40 Räuber (STS)
- 2004 – Disco Night (STS)
- 2005 – Auf der Woge meiner Erinnerung (STS)
- 2005 – Eine Nacht wie zu Kinderzeiten (STS)
- 2007 – Das Phantom der Seifenoper (STS)

Fernsehfilme
- 2004 – «Ein Geschenk des Schicksals» (1+1)
- 2005 – «Neujahrskiller» (1+1, Fünfter Kanal)
- 2007 – «Sie hat „Ja“ gesagt» (1+1, Fünfter Kanal)
- 2007 – «Zhazhda ekstrima» (1+1, NTV)
- 2007 – «Devy nochi» (1+1, NTV)
- 2007 – «Lass uns spielen!» (1+1, STS)

Fernsehserien (Auswahl)
- 2000–2001: Der Geburtstag des Bourgeois
- 2001: Schlüssel zum Tod
- 2001–2002: Comedy Quartett
- 2001–2003: Privatpolizei
- 2003–2007: Jewlampia Romanowa. Dilettanten ermitteln
- 2003–2004: Arme Nastja
- 2004: 33 Quadratmeter
- 2004: Liebe Mascha Berezina
- 2004–2009: My Fair Nanny
- 2005: Der Mythos vom idealen Mann
- 2005: Mein persönlicher Feind
- 2005–2006: Nicht hübsch geboren
- 2006–2008: Wer ist der Herr im Haus?
- 2006: Die Gromows
- 2006: Fünf Minuten bis zur Metro
- 2006–2007: Iwan Poduschkin. Der Gentlemen-Detektiv
- 2007: Töchter und Mütter
- 2007–2009: Vaters Töchter
- 2007: Wsja takaja vnezapnaja
- 2008: Eine Nacht der Liebe
- 2008–2010: Margoscha
- 2009–2010: Kremlewskije kursanty
- 2010: Cherkizona. Odnorazovye ljudi
- 2012: Die Weiße Garde
- 2014: Dämonen
- 2015: Raja weiß es
- 2016: Detektiv Tichonow
- 2017: Der Dämon der Revolution

## Dokumentarfilme
Produzent
- 2004 – Putewoditel
- 2011 – Es leben die Gegensätze!
- 2012 – Nepal forever[16]
- 2017 – Erbauung[17]

Regie
- 1988 – Müde Städte
- 1989 – Wer von uns ist Shaya?
- 1990 – Die Mission des Raoul Wallenberg
- 1990 – Rendezvous mit dem Vater
- 1992—1994 – Adieu, UdSSR
- 1993 – Marsch der Lebenden
- 1994 – Doppelagent

Drehbuch
- 2004 – Mein Freund Ljonka

## Filmregie
- 2012 – Wahnsinnig schön

## Filmproduzent (Auswahl)
- 1994: Die Sängerin Josefine und das Mäusevolk (Regie Sergej Maslobojstschikow)
- 1995: Erste Liebe (Regie: Roman Balajan)
- 1996: 1001 Rezepte eines verliebten Kochs (Regie Nana Giorgadze)
- 1998: Zwei Monde, drei Sonnen (Regie Roman Balajan)
- 1999: Ost-West (Regie Régis Wargnier)
- 2004: Veras Fahrer (Regie Pawel Tschuchrai)
- 2005: Die Sonne (Regie Alexander Sokurow)
- 2006: Piter FM (Regie Oksana Bychkova)
- 2006: Kruzhovnik (Regie Arvo Iho)
- 2007: Mai (Regie Marat Rafikow, Ilya Rubinstein)
- 2007: 18-14 (Regie Andres Puustusmaa)
- 2008: The Inhabited Island (Regie Fjodor Bondartschuk)
- 2009: Erste Liebe (Regie Egor Druzhinin)
- 2009: The Inhabited Island 2: Rebellion (Regie Fjodor Bondartschuk)
- 2010: Ich liebe dich (Regie Pawel Ponomaryev, Alexander Rastorguev)
- 2011: Am Samstag (Regie Alexandr Mindadze)
- 2012: Jayne Mansfield’s Car (Regie Billy Bob Thornton)
- 2012: als Koproduzent Cloud Atlas (Regie: Andy und Larry Wachowski, Tom Tykwer)
- 2013: The Dyatlov Pass Incident (Regie Renny Harlin)
- 2013: Stalingrad (Regie Fjodor Bondartschuk)
- 2014: Sin City 2: A Dame to Kill For (Regie Robert Rodriguez)
- 2016: Der Duellant (Regie Aleksey Mizgirev)
- 2017: Loveless (Regie Andrej Swjaginzew)

## Preise und Auszeichnungen (Auswahl)
Oleksandr Rodnjanskyj erhielt über 50 nationale und internationale Preise für Film und Fernsehen, darunter:
- 1991: Europäischer Filmpreis für den Besten europäischen Dokumentarfilm, für Die Mission des Raoul Wallenberg
- 1991: Grand Prix des Festivals des Jungen Films in Valencia für Adieu, UdSSR. Film I. Persönliches
- 1992: Preis der Russischen Filmakademie Nika als Bester Wissenschaftsfilm für Die Mission des Raoul Wallenberg
- 1993: Sonderpreis der Jury beim Festival Rossija für den Film Marsch der Lebenden[18]
- 1994: Silberne Taube des Festivals für Dokumentar- und Animationsfilm Leipzig für Adieu, UdSSR. Film II
- 1995: Russischer Filmpreis Nika als Bester Dokumentarfilm für Adieu, UdSSR. Film II
- 1995: Grand Prix des Internationalen Filmfestivals in Strasbourg für Adieu, UdSSR. Film II
- 1996: Nominierung für den Oscar als Bester ausländischer Film für 1001 Rezepte eines verliebten Kochs
- 2004: Grand Prix des Nationalpreises Medienmanager Russlands 2004
- 2004: Zwei Preise der Russischen Filmakademie TEFI als Produzent für die Serie Arme Nastja und als Programm für Kinder für Der Klügste
- 2005: Zwei Preise der Russischen Filmakademie TEFI als Produzent für die Serie My Fair Nanny und als Unterhaltungsprogramm für das Projekt Geschichten in Details
- 2005: Person des Jahres GQ als Produzent des Jahres
- 2006: Preis der Russischen Filmakademie Goldener Adler als Bester Spielfilm für Die Neunte Kompanie
- 2006: Vier Preise der Russischen Fernsehakademie TEFI als Produzent für die Serie Nicht hübsch geboren, als Informations- und Unterhaltungsprogramm für das Projekt Geschichten in Details, als Musikprogramm für das Projekt Auf der Woge meiner Erinnerung und als Sonderprojekt für den Musikfilm Eine Nacht wie in Kindertagen
- 2007: Preise der Russischen Fernsehakademie TEFI als Informations- und Unterhaltungsprogramm für das Projekt Geschichten in Details
- 2008: Vier Preise der Russischen Fernsehakademie TEFI als Film-, Serienproduzent und Sitcom für die Serie Vaters Töchter, als Informations- und Unterhaltungsprogramm für das Projekt Geschichten in Details und als Unterhaltungsprogramm: Humor für das Projekt Gott sei Dank bist du da!
- 2009: Zwei Preise der Russischen Fernsehakademie TEFI als Sitcom für die Serie Vaters Töchter und als TV-Spielshow für das Programm Der Klügste
- 2011: Preis der Russischen Filmakademie Goldener Adler als Bester Spielfilm für Elena
- 2012: Preis Person des Jahres GQ als Produzent des Jahres
- 2013: Preis der Russischen Filmakademie Goldener Adler als Bester Fernsehfilm oder Miniserie (bis incl. 10 Folgen) für Die Weiße Garde
- 2015: Preis der Russischen Filmakademie Goldener Adler als Bester Fernsehfilm oder Miniserie (bis incl. 10 Folgen) für Dämonen